# Call of Duty: Black Ops Cold War
Call of Duty: Black Ops Cold War è un videogioco sparatutto in prima persona sviluppato da Treyarch. Ufficializzato il 21 agosto 2020, è stato pubblicato da Activision Blizzard il 13 novembre 2020 per PlayStation 4, PlayStation 5, Xbox One, Xbox Series X/S e Microsoft Windows. Il gioco è il diciassettesimo capitolo della serie Call of Duty e quinto   capitolo della saga Black Ops dopo l'ultimo Call of Duty: Black Ops IIII del 2018.

## Trama

### Campagna
Nel 1981, 13 anni dopo gli eventi di Call of Duty: Black Ops e 5 anni prima degli eventi avvenuti in Call of Duty: Black Ops II, gli agenti della CIA Russel Adler, Alex Mason e Frank Woods devono seguire Qasim Javadi e Arash Kadivar per i loro ruoli nella crisi degli ostaggi in Iran. Dopo aver catturato e interrogato ad Amsterdam Quasim, i tre fermano Arash all'aeroporto di Trebisonda, in Turchia. Prima di essere giustiziato, Arash rivela che presto Perseus, un agente sovietico responsabile del furto del progetto Manhattan e della crisi degli ostaggi, colpirà l'Occidente. Il presidente Reagan, saputa la minaccia di Perseus, dà il via libera alle operazioni clandestine per fermarlo. Gli agenti Adler e Jason Hudson reclutano nella loro squadra Mason, Woods, Lawrence Sims, l'agente del Mossad Lazar, l'agente dell'MI6 Helen Park e l'agente conosciuto con il solo nome di 'Bell'. Adler e Bell tentano di ricordare qualcosa della loro prima caccia a Perseus in Vietnam nel 1968. A Berlino Est, Bell insieme ad Adler e Park, riescono a fermare uno dei luogotenenti di Perseus, Volkov, responsabile del traffico di armi a Berlino Est, e un suo corriere Franz Kraus. Bell e Woods riescono a infiltrarsi in una megastruttura di addestramento Spetznaz in Ucraina e scoprono che Perseus si è infiltrato nell'Operazione Greenlight, un programma americano top secret che consiste nell'installare bombe nucleari ai neutroni nelle principali città europee e farle esplodere in caso di invasione sovietica, cosa risaputa da Hudson.
Temendo che Perseus usi la rete di agenti dormienti di Nikita Dragovich (gli stessi che avrebbero dovuto attivare la Nova 6 nel '68), Adler e Bell si infiltrano nel Palazzo della Lubjanka, il quartier generale del KGB grazie all'aiuto di Dimitri Belikov (un russo ai servizi dell'Occidente), per cercare i nomi degli agenti di Dragovich; inoltre i due incroceranno vecchi volti come il colonnello Lev Kravchenko e un giovane Imran Zakhaev, funzionario del ministero degli interni. Intanto Woods e Mason ritornano sul monte Yamantau nella struttura satellitare abbandonata per rubare il mainframe che serve a Perseus per attivare gli agenti, fanno fuori un agente infiltrato di Perseus, Aldrich, in New Mexico, e un generale sovietico, Rudnik, in Uzbekistan. Il team scopre che uno degli scienziati dell'operazione Greenlight, Theodore Hastings, è anche un agente dormiente ed è fuggito a Cuba. Sperando di catturare Perseus, la squadra avvia un'incursione nell'isola, ma scoprono che Perseus ha preso i codici e ha ucciso Hastings, quindi ha il controllo di tutte le bombe e può devastare l'Europa incolpando gli Stati Uniti. Durante l'estrazione, il piano fallisce e Bell deve decidere se salvare Park o Lazar. Dopo essere stato salvato, a Bell viene iniettato un siero per ricordare il suo primo incontro con Perseus in un bunker sovietico in Vietnam. Dopo una serie di combattimenti nella sua mente, si scopre che Bell è il secondo in carica di Perseus  e che è stato ucciso da Arash in Turchia per gelosia, ma è stato trovato vivo da Adler che lo ha sottoposto a un lavaggio del cervello per fargli credere di essere un agente CIA e caro amico di Adler (perciò Bell non ha mai combattuto in Vietnam). A questo punto Bell può decire se rimanere fedele a Perseus e mentire sul luogo dove attiverà i codici, oppure tradirlo e rimanere fedele ad Adler dicendogli la verità.

### Finale alternativo
Bell decide di mentire ad Adler e gli rivela il luogo sbagliato, cioè il Duga, un sistema radar tra Pripyat e Chernobyl. Giunti sul luogo, Bell può chiamare rinforzi e intraprendere uno scontro a fuoco contro i suoi ex colleghi della CIA, per poi arrivare fino ad Adler che gli chiede di accendergli un sigaro per tentare di pugnalarlo (Bell può anche rifiutare e sparargli seduta stante); in alternativa, Bell verrà giustiziato subito da Adler ma le bombe verranno comunque detonate. L'Europa è devastata dalle esplosioni e l'opinione pubblica sugli Stati Uniti crolla. La CIA è costretta a cancellare l'esistenza di Adler e del suo team nel tentativo di coprire il coinvolgimento degli USA nell'Operazione Greenlight, mentre Perseus si vanta del lavoro fatto e che i suoi agenti in Europa ne approfitteranno per infiltrarsi nei governi europei e indirizzarli sempre di più verso l'URSS mentre gli agenti CIA tenteranno in tutti i modi di minare il paese.

### Finale principale
Bell decide di tradire Perseus e di aiutare la CIA, che insieme assalteranno l'isola di Solovetsky, cioè il quartier generale dove Perseus ha i codici e distruggono i trasmettitori necessari per inviare i segnali per la detonazione. Con l'operazione Greenlight fallita, Perseus si nasconde, la sua rete di spie viene smantellata da Adler e l'Unione Sovietica lo rinnega per non avviare una guerra. Più tardi, Adler porta Bell davanti all'oceano per ringraziarlo della sua scelta di bloccare Perseus e gli dice diventerà un eroe salvando milioni di vite. Purtroppo Adler rivela che deve ucciderlo ed entrambi estraggono le pistole mentre lo schermo si oscura e si sente il rumore di uno sparo, come se l'esito rimanesse ignoto.

## Modalità di gioco

### Multiplayer
Il multiplayer comprende più modalità; Si possono giocare anche mappe degli scorsi Call of Duty come Hijacked, Standoff ecc.

### Warzone
La modalità gratuita Warzone presente nel capitolo precedente di Call of Duty, è stata integrata in Black Ops Cold War il 16 dicembre 2020 a seguito della prima stagione del battle pass. La storia è ambientata nel 1984 dove un certo Stitch, un soldato di Perseus ed ex scienziato del progetto Nova all'isola rinascita, cerca vendetta contro Adler per avergli ferito un occhio quando venne catturato sull'isola durante un raid della CIA nel 1968. Stich tende una trappola ad Adler e alla sua squadra in un centro commerciale americano e uccide tutti catturando Adler e portandolo in un campo nel Laos. Mesi dopo Naga, un guerrigliero laotiano al servizio di Stich, ordina il trasferimento di Adler a Verdansk, intanto Woods insieme ad altri operatori, inseguono Naga in un campo nel Laos. Qualche giorno dopo, la squadra scopre in un rifugio pieno di Nova 6 che Adler è nell'ospedale di Verdansk, quindi si dirigono là. Intanto gli agenti di Perseus 'Wraith' e 'Knight', per ordine di Stitch, recuperano i dati di Dragovich dal monte Yamantau e fanno esplodere il sito con una bomba atomica, in modo che l'Urss possa dare la colpa agli Stati Uniti. Con i dati al sicuro, Stitch intende fare il lavaggio del cervello ad Adler e ad intere nazioni, come fece Dragovich con Alex Mason. Dopo qualche tempo Jackal, un agente  sudafricano di Perseus, assalta la stazione di terra Jumpseat in Sudafrica e fa abbattere i satelliti che avrebbero interrotto la trasmissione di Stich. Con i satelliti fuori controllo, Kitsune, un'altra agente di Perseus, si infiltra nella stazione di ascolto NATO di Echelon a Teufelsberg, a Berlino Ovest, e fa partire la trasmissione di Stitch, mentre sta arrivando una squadra d'assalto guidata da Woods. All'arrivo di Woods, la trasmissione si attiva facendo si che tutti gli agenti di Woods si uccidano tra di loro, permettendo a Kitsune di scappare, e anche Woods riesce a salvarsi. Con le trasmissioni partite, Stitch sembra avere la vittoria in pugno, ma come risultato di un misto di lavaggio del cervello e libero arbitrio, Adler tenta di fermare l'operazione di Stitch innescando alcuni esplosivi in bunker sotterranei tedeschi sotto la città. Il 2 Agosto Fuze, l'esperto di demolizioni di Perseus, disinnesca alcuni esplosivi, ma altri esplodono distruggendo una parte dello stadio e quasi tutto il distretto di Tavorsk. Alex Mason riesce ad interrompere il lavaggio del cervello di Adler con gli stessi numeri e riescono ad andare nel luogo dove Adler e Stitch si sarebbero dovuti affrontare. Arrivato sul luogo con una tomba, Adler tenta di farsi dire dove si trova Perseus, Stich gli rivela che Perseus non è una persona ma un ideale che lui sta cercando di portare avanti, e il Perseus che cerca lui è morto nel 1983 di cancro e loro si trovano davanti alla sua tomba, inoltre lui non è stato il primo Perseus e Stitch non sarà l'ultimo. Prima di essere giustiziato, Stitch dice ad Adler che si trovano dove fu combattuto il fronte orientale e che migliaia perirono, poi rivela che ormai ha già cambiato il mondo in un modo che non possono immaginare.

## Cast
| Campagna                |                                       |                      |
| Personaggio             | Motion capture e doppiatore originale | Doppiatore italiano  |
| Russel Adler            | Bruce Thomas                          | Alessandro Budroni   |
| Alex Mason              | Chris Payne Gilbert                   | Gianluca Iacono      |
| Frank Woods             | Damon Victor Allen                    | Andrea Failla        |
| Jason Hudson            | Piotr Michael                         | Matteo Zanotti       |
| Ronald Reagan           | Jeff Bergman                          | Diego Sabre          |
| Alexander Haig          | Jason Culp                            | Giorgio Bonino       |
| James Baker             | Casey Campbell                        | Gianni Quillico      |
| Emerson Black           | Creed Bratton                         | Raffaele Fallica     |
| Eleazar 'Lazar' Azoulay | Damon Dayoub                          | Andrea Moretti       |
| Lawrence Sims           | Reggie Watkins                        | Francesco Rizzi      |
| Helen Park              | Lily Cowles                           | Beatrice Caggiula    |
| Dimitri Belikov         | Mark Ivanir                           | Matteo Brusamonti    |
| Greta Keller            | Kristina Klebe                        | Stefania De Peppe    |
| Franz Kraus             | John Hans Tester                      | Gabriele Calindri    |
| Edda Kraus              | Andrea Martina                        | Tania Di Domenico    |
| Wilhelm Kraus           | Kristina Klebe                        | Giulia Bersani       |
| Anton Volkov            | Rafael Petardi                        | Alessandro Conte     |
| Lukas Richter           | Jeff Skubal                           | Luca Graziani        |
| Perseus                 | Andrey Ivchenko                       | Giovanni Battezzato  |
| Lev Kravchenko          | Andrew Divoff                         | Oliviero Corbetta    |
| Imran Zakhaev           | Ondrej Habinak                        | Valerio Amoruso      |
| Michail Gorbaciov       | David Agranov                         | Roberto Accornero    |
| Generale Charkov        | Adam Tskekhman                        | Paolo Sesana         |
| Piotr Ivanov            | Pasha D. Lychnikoff                   | Maurizio Di Girolamo |
| Theodore Hastings       | Scott White                           | Roberto Palermo      |
| Hans                    | Emmanuel Todorov                      | Stefano Starna       |
| Quasim Javidi           | Farshad Farahat                       | Edoardo Lomazzi      |
| Arash Khadivar          | JB Blanc                              | Luca Ghignone        |
| Spades King ♠           | OMISSIS                               | OMISSIS              |
| Modalità Zombi          |                                       |                      |
| Edward Richtofen        | Nolan North                           | Leonardo Gajo        |
| Grigori Weaver          | Gene Farber                           | Fabrizio Odetto      |
| Samantha Maxis          | Julie Nathanson                       | Francesca Bielli     |
| Dottor Strauss          | ?                                     | Aldo Stella          |
| Mackenzie Carver        | Keston John                           | Achille D'Aniello    |
| Raptor-1                | Derek Phillips                        | Alberto Sette        |
| Ulrich Vogel            | Michael Gough                         | Domenico Brioschi    |
| Orlov                   | Pasha Sol                             | Dario Agrillo        |
| Valentina               | Sadie Alexandru                       | ?                    |